# Aeroportul Solapur
Aeroportul Solapur (IATA: SSE, ICAO: VASL) este un aeroport din Maharashtra, India. Aeroportul a fost tranzitat în decembrie 2022 de 63 de pasageri.
Situat la o altitudine de 483 m, aeroportul dispune de o singură pistă. Este operat de Maharashtra Airport Development Company⁠(d).